# Carlos Alberto (dublador)
Carlos Alberto Vasconcellos da Silva (Rio de Janeiro, 8 de junho de 1964) é um ator, radialista, dublador e apresentador brasileiro. Começou a dublar em meados de 1987, dublou exclusivamente para a Herbert Richers até 2007, quando ganhou mais notoriedade ao tornar-se o novo dublador de Homer Simpson, no filme Os Simpsons: o Filme e na série de televisão Os Simpsons, a partir do 10º episódio da 18ª temporada, sendo efetivado para substituir Waldyr Sant'anna, de quem é fã confesso e que saiu da série após entrar com uma ação judicial contra a FOX, após a boa repercussão obtida com seu trabalho no filme. Entre outros trabalhos de dublagem, destaca-se o narrador do noticiário do filme Os Incríveis. Anteriormente, também foi apresentador de programas esportivos como SporTV News, além de ser voz-padrão do canal Combate.
De 2007 a janeiro de 2020, Carlos Alberto apresentou, ao lado de Viviane Romanelli e de Aline Malafaia, o programa Domingo de Prêmios, uma parceria da Herbara Distribuidora com a Loterj que circulava apenas para o estado do Rio de Janeiro pela RecordTV Rio, sempre nas manhãs de domingo. Em fevereiro de 2020, o trio passou a apresentar o RJ da Sorte na Band Rio, uma parceria da Herbara Distribuidora com a Capemisa Capitalização.
Em junho de 2016, Carlos Alberto foi contratado pelo canal Esporte Interativo para apresentar a segunda edição do Caderno de Esportes. Em dezembro de 2020, passou apresentar o Loterj de Prêmios na RecordTV. Em abril de 2021, voltou a apresentar o Rio de Prêmios na RecordTV ao lado de Viviane Romanelli. Atualmente, também atua como radialista na emissora Positividade FM do Rio de Janeiro.

## Prêmios
Em 2008, Carlos Alberto dividiu o Prêmio Yamato de revelação do ano na dublagem com Gustavo Berriel por seu trabalho em Os Simpsons - o Filme.